# NOLA2
NOLA2‏ (NHP2 ribonucleoprotein) هوَ بروتين يُشَفر بواسطة جين NOLA2 في الإنسان.